# جسر سراج خانة
جسر سراچ خانه (بالتركية: Saraçhane Köprüsü)، المعروف أيضًا باسم جسر شهاب الدين باشا (بالتركية: Şahabettin Paşa Köprüsü)أو جسر هوروزلو (بالتركية: Horozlu Köprüsü)، هو جسر عثماني يقع على نهر التونجا في أدرنة بتركيا. 

## اسم الجسر
أُطلق عليه اسم "جسر سراچ خانه" نسبةً إلى وجود حي سراچ خانه (بالتركية: Saraçhane Mahallesi) إلى الشرق منه.
وهو أحد الجسور الحجرية التسعة على نهر التونجا:
1. جسر تونجا (بالتركية: Tunca Köprüsü) أو جسر إكمكجي زاده أحمد باشا (بالتركية: Ekmekçizade Ahmet Paşa Köprüsü)
2. جسر الغازي ميهالي (بالتركية: Gazi Mihal Köprüsü)
3. جسر بايزيد الثاني (بالتركية: II. Bayezid Köprüsü)
4. جسر يالنيز غوز (بالتركية: Yalnızgöz Köprüsü) أو تيك غوز (بالتركية: Tekgöz)
5. جسر سراچ خانه (بالتركية: Saraçhane Köprüsü)
6. جسر الفاتح (بالتركية: Fatih) أو بونجا (بالتركية: Bönce)
7. جسر القانوني (بالتركية: Kanuni) أو سراي (بالتركية: Saray)
8. جسر يلدرم (بالتركية: Yıldırım Köprüsü)
9. جسر شرف شاه (بالتركية: Seferşah) أو مصطفى باشا (بالتركية: Mustafa Paşa)

## تاريخه
بُني هذا الجسر في عام 1451م بأمر من شهاب الدين باشا، أحد الشخصيات البارزة في عهد السلطان مراد الثاني، وكان يشغل منصب بكلربكي الروملي (حاكم الأراضي الأوروبية).
شُيّد الجسر على نهر التونجا بالقرب من منطقة سراچ خانه في شمال غرب مدينة أدرنة بتركيا.

## البناء
يبلغ طول الجسر 120 مترًا، وعرضه 5 أمتار، ويتكوّن من 11 ركيزة و12 قوسًا.
تهدّم القوس الأوسط للجسر في عام 1702م، ثم خضع للترميم في عهد السلطان مصطفى الثاني عام 1706م، وتم تمديده 50 مترًا إضافية.

## معرض الصور

جسر سراج خانة في إدرنة
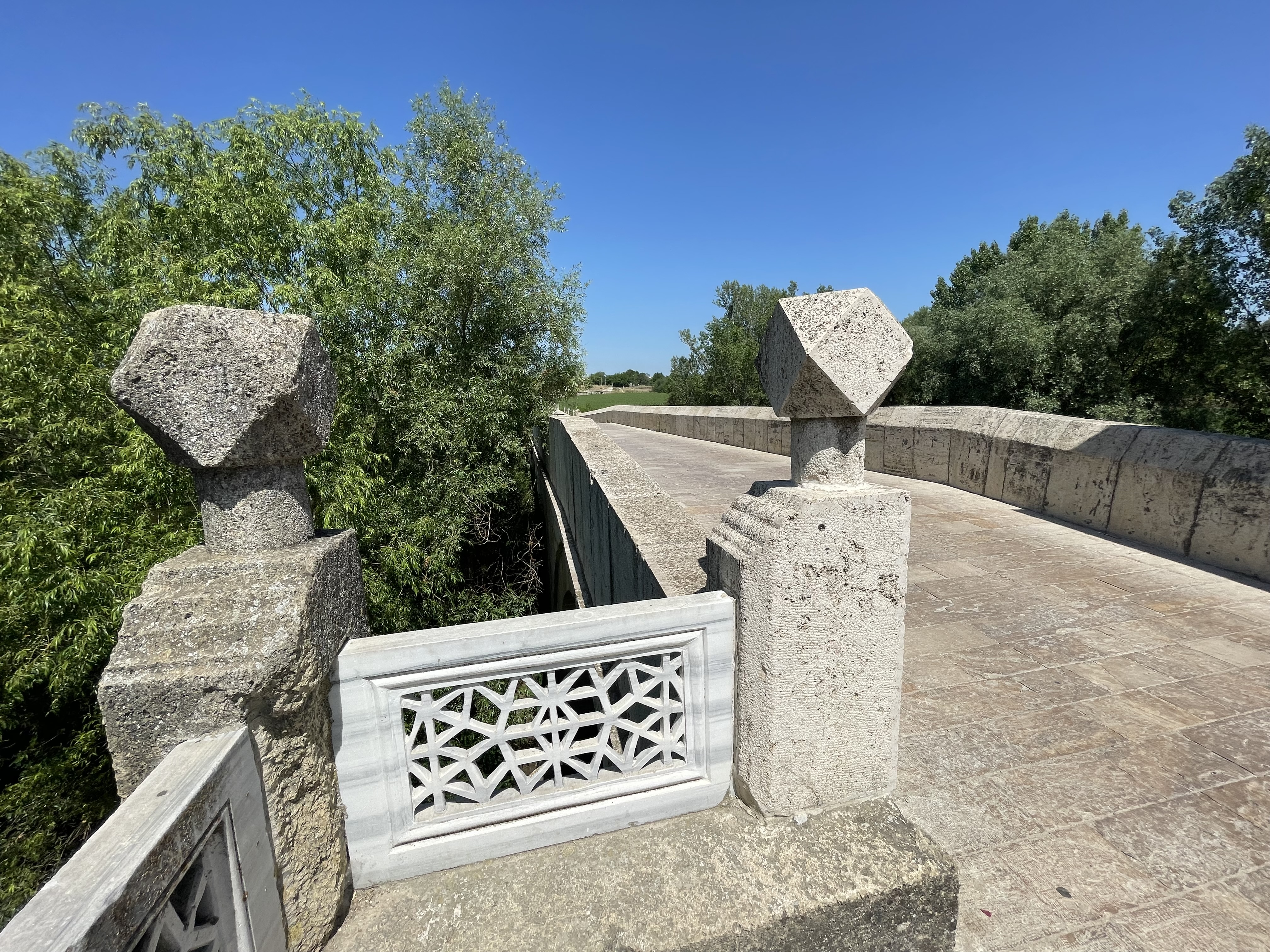
مدخل جسر سراچ خانه على نهر التونجا.
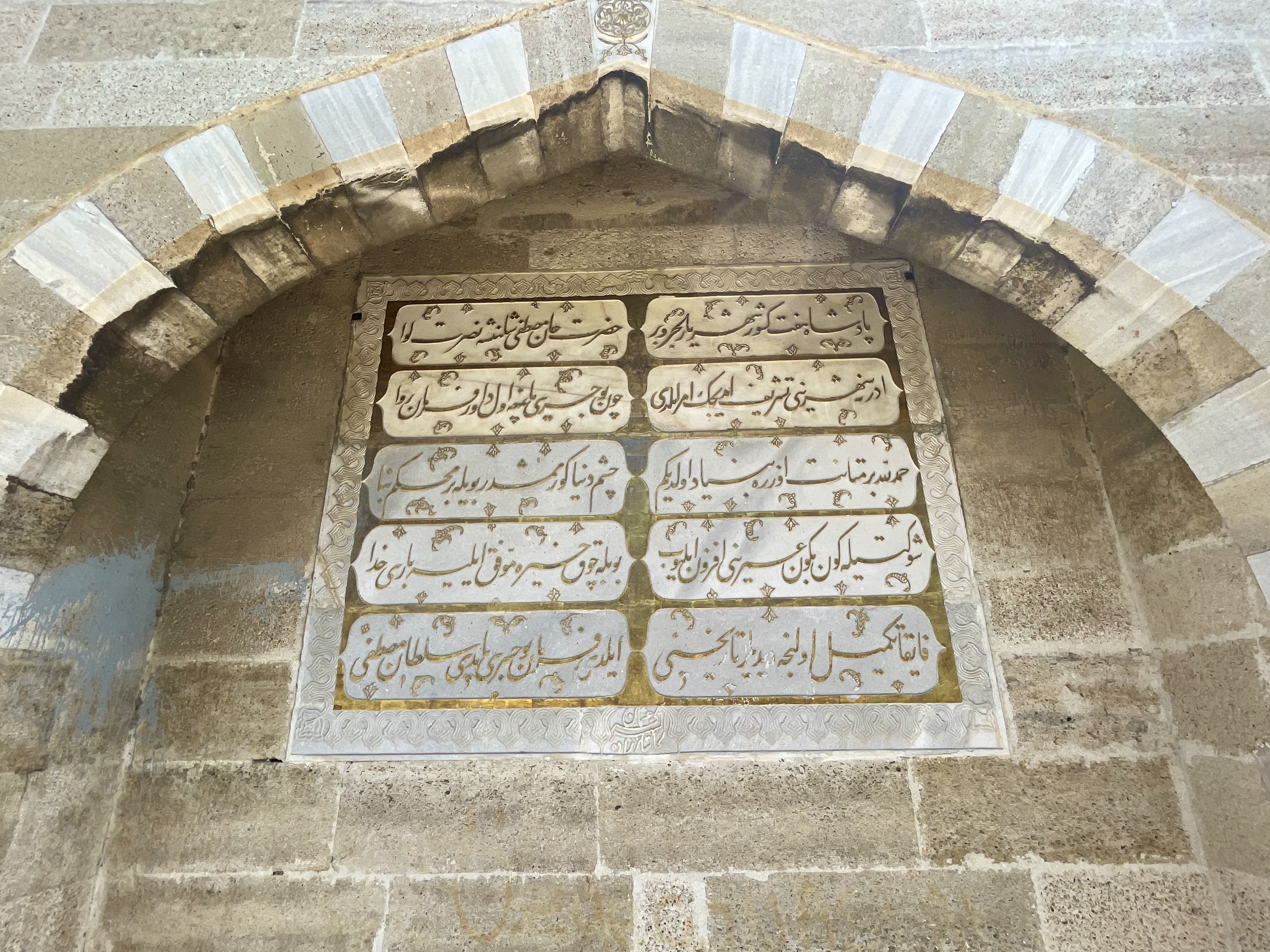
لوحة تجديد في منطقة الراحة الواقعة في منتصف جسر سراچ خانه في مدينة أدرنة.
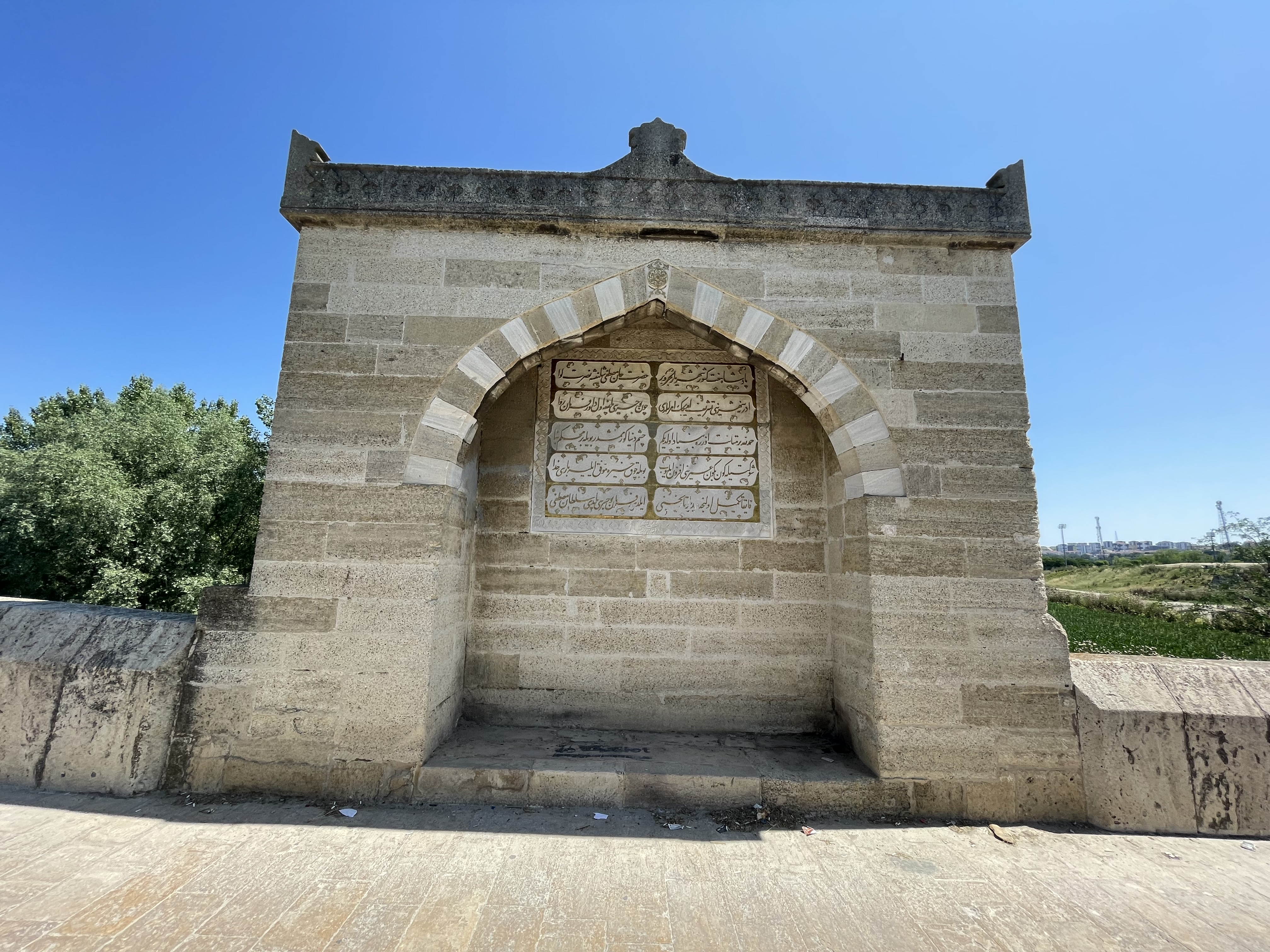
منطقة استراحة مغطاة تقع في منتصف جسر سراچ خانه على نهر التونجا.
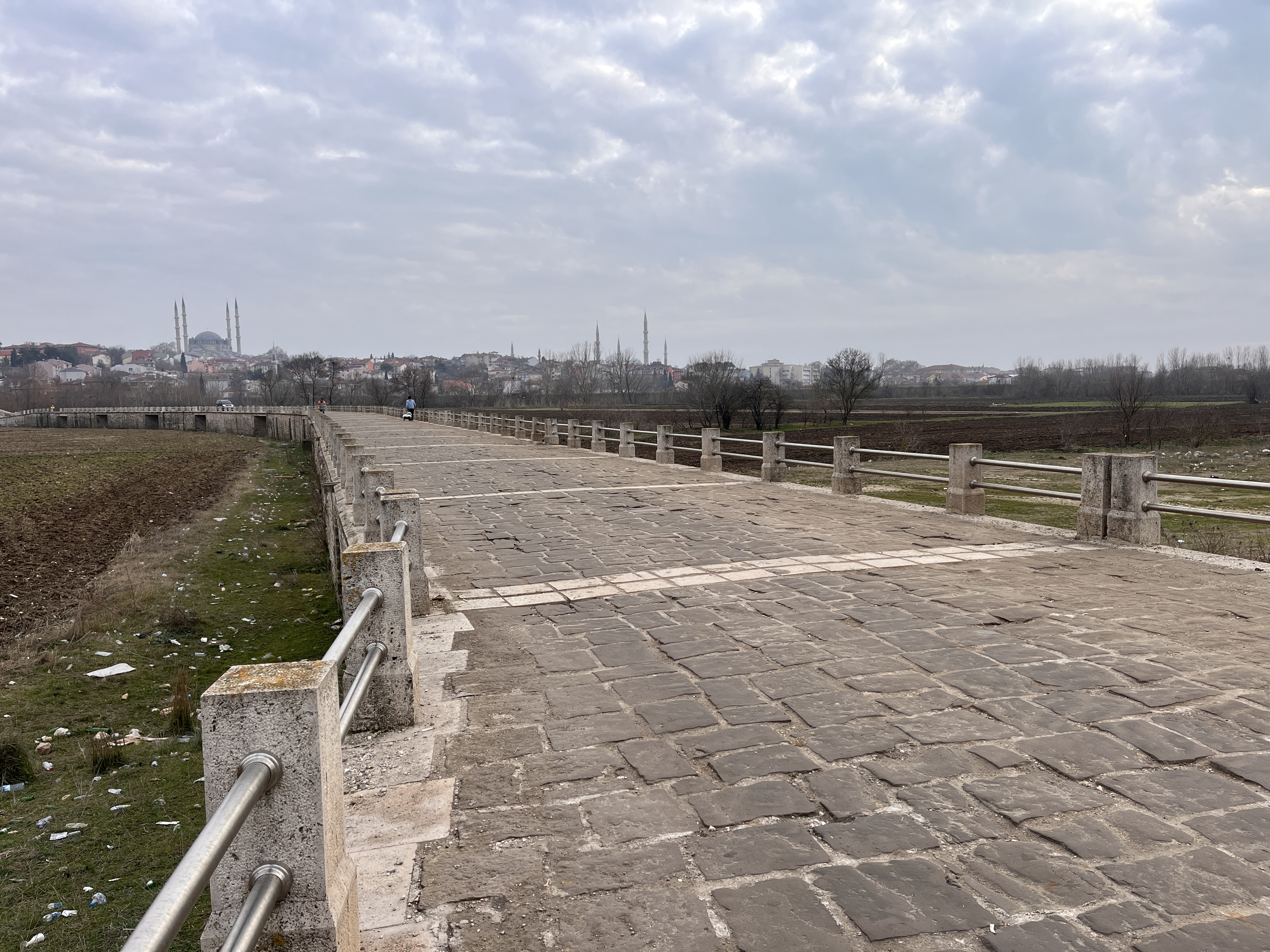
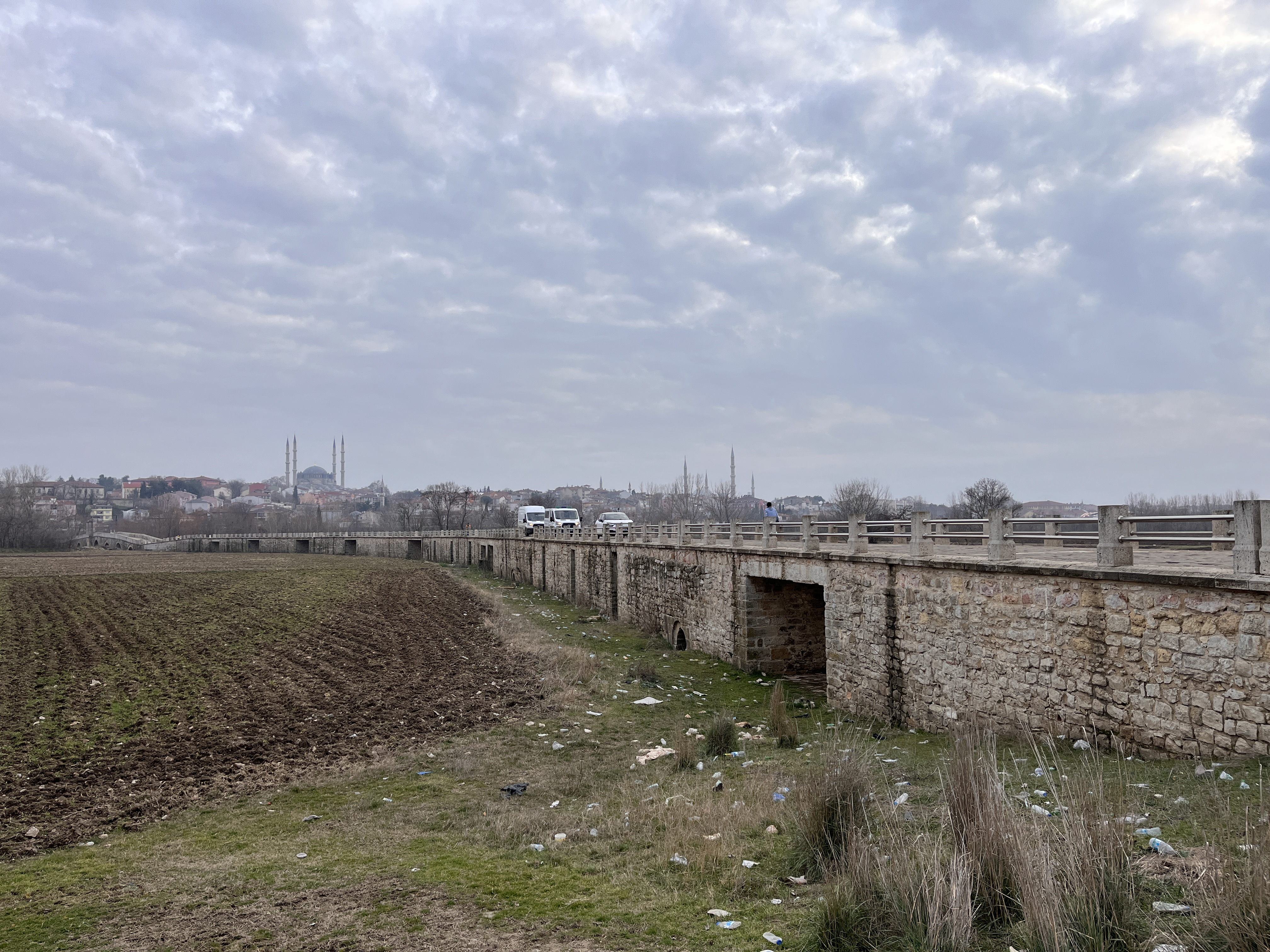
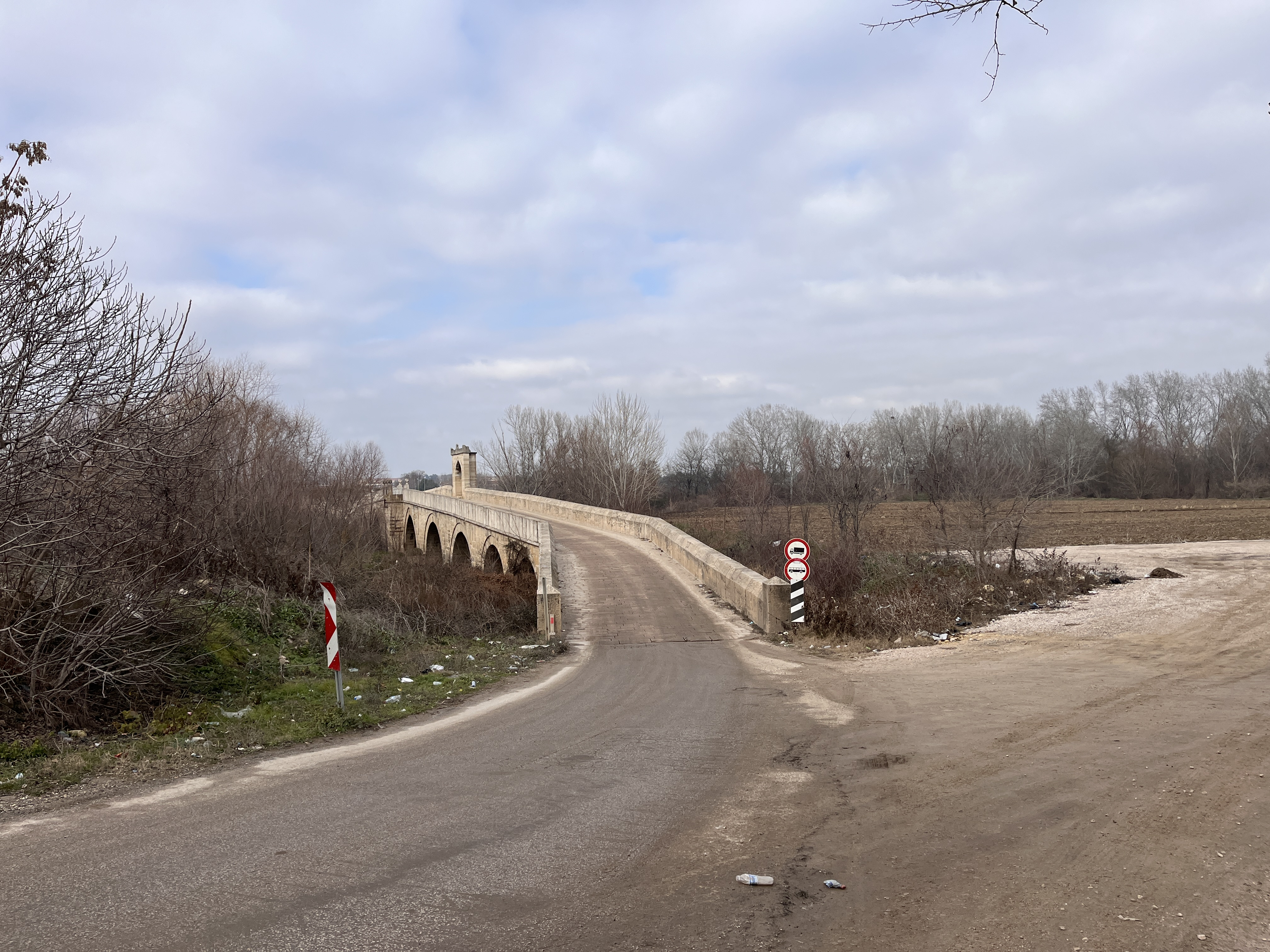
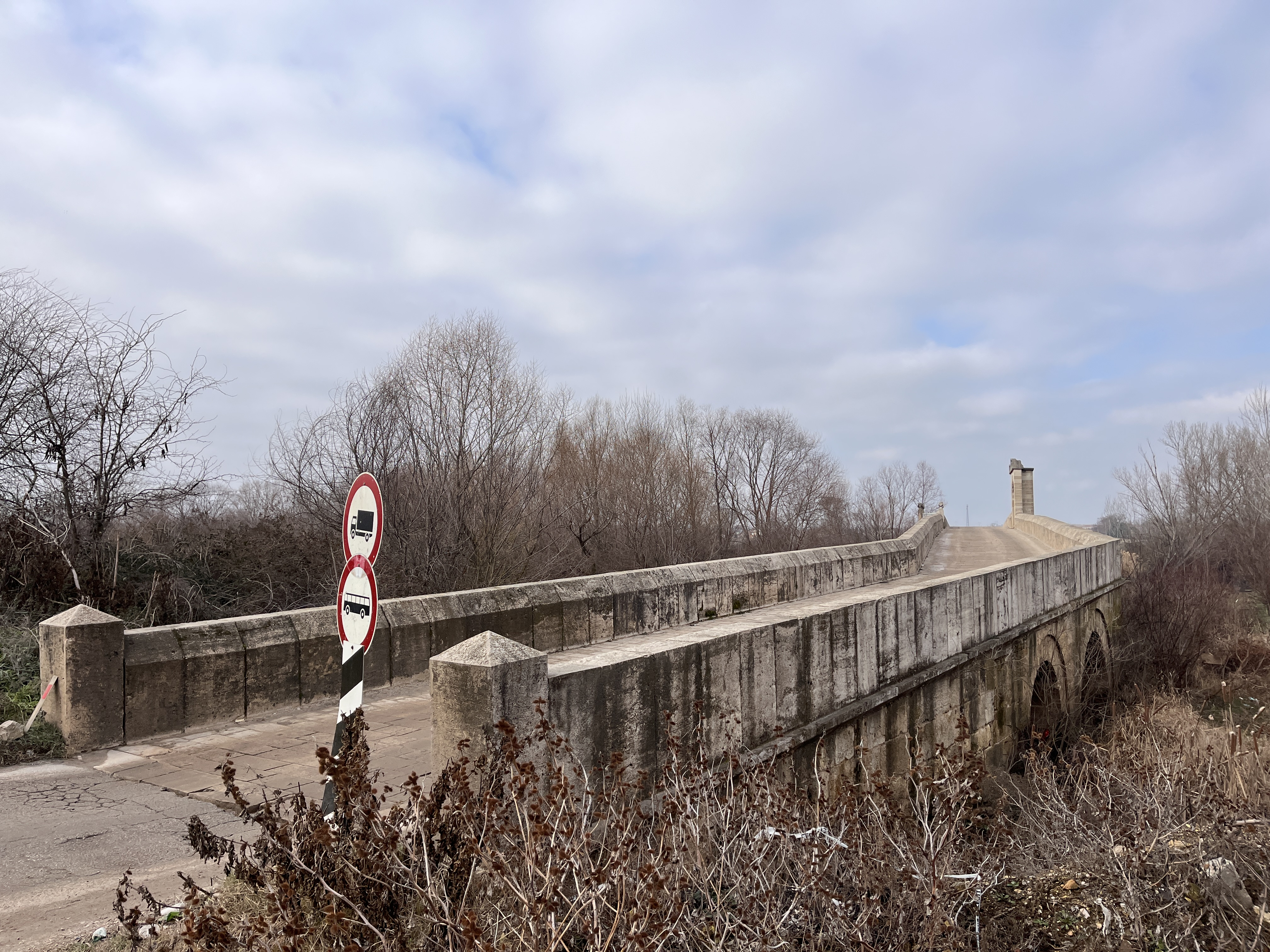